# Єрма-Єлань
Єрма́-Єла́нь (рос. Ерма-Елань, башк. Йырмаялан) — присілок у складі Аскінського району Башкортостану, Росія. Входить до складу Петропавловської сільської ради.
Населення — 85 осіб (2010; 113 у 2002).
Національний склад:
- башкири — 96 %